# Silvia Ronchey
Silvia Ronchey (Roma, 13 marzo 1958) è una saggista e bizantinista italiana.
Già professoressa associata all'Università di Siena, è oggi ordinaria di Civiltà bizantina nel Dipartimento di Studi Umanistici dell'Università di Roma Tre. Collabora con il quotidiano La Repubblica.

## Biografia
Figlia della scrittrice Vittoria Aliberti e di Alberto Ronchey - giornalista, scrittore e ministro dei Beni Culturali - ha frequentato negli anni '70 il liceo classico Massimo d'Azeglio di Torino e poi il liceo classico Ennio Quirino Visconti di Roma. Proprio durante gli anni liceali ha maturato il suo interesse per la civiltà bizantina:
Nel 1976 ha iniziato il suo tirocinio paleografico sui manoscritti del Monastero di San Giovanni Teologo a Patmos. Nel 1981 si è laureata a Pisa in lettere antiche con una tesi in Filologia bizantina, relatore Franco Montanari. Negli anni successivi, oltre che a Patmos, ha lavorato alla Biblioteca del Patriarcato Greco Ortodosso di Alessandria d'Egitto, al Centre d'Histoire et Civilisation du Monde Byzantin del Collège de France di Parigi e, con una borsa di studio, è diventata Fellow al Dumbarton Oaks Institute for Byzantine Studies di Washington, dove ha avviato la collaborazione con uno dei massimi bizantinisti del Novecento, Aleksandr Petrovič Každan.
Tra le sue opere scientifiche giovanili, gli studi sulla Cronografia di Michele Psello, di cui ha pubblicato la prima traduzione italiana, su Eustazio di Tessalonica, sulla vita bizantina del Buddha (Barlaam e Iosafat), sugli antichi Atti dei Martiri greci, e i primi saggi su Ipazia e su Bessarione. Con Kazhdan ha scritto a quattro mani L’aristocrazia bizantina. A partire dalla fine degli anni Novanta ha prodotto monografie sulla cultura di Bisanzio, tra cui Lo Stato bizantino, e sulla fortuna di Bisanzio nell'età moderna e contemporanea. All’ultimo decennio appartengono gli studi su Costantinopoli, su Mistrà, sul declino e la caduta di Bisanzio, sulle radici culturali bizantine del Rinascimento europeo, sull’eredità storica del titolo imperiale della Seconda Roma dopo l'espansione islamica.
Oltre a un centinaio di saggi specialistici, ha scritto libri tradotti in più lingue, come L’enigma di Piero, aggiudicatosi il Premio Procida-Isola di Arturo-Elsa Morante nel 2006, Il guscio della tartaruga, Il romanzo di Costantinopoli, La cattedrale sommersa e Ipazia. La vera storia, libro accolto con favore dalla critica. 
Dopo un ventennio di collaborazione a La Stampa e al suo supplemento Tuttolibri, ha iniziato a scrivere regolarmente per La Repubblica. Tra i suoi programmi radiofonici, si segnalano il ciclo sulla caduta di Costantinopoli in Alle 8 della sera (su RadioRaiDue), la serie sul melodramma antico, medievale e bizantino in Di tanti palpiti e le serie Contaminazioni del sacro, Il buddhismo e l’occidente e Queste anime viventi: animali, anima, mondo (su RadioRaiTre).
Insieme allo scrittore e docente universitario Giuseppe Scaraffia è stata autrice e conduttrice di trasmissioni per la RAI, collaborando con RaiSat, Rai 1, Rai 2 e Rai 3: fra questi L'altra edicola, programma culturale in onda su Rai 2 e, in seguito su RaiSat 1 dal 1994 al 1999. Sempre insieme a Scaraffia ha anche realizzato una serie di interviste a grandi nomi della cultura come Ernst Jünger, Claude Lévi-Strauss, James Hillman, David Lodge, Jean-Pierre Vernant.
L'incontro con lo psicoanalista, saggista e filosofo statunitense James Hillman, in particolare, ha dato origine a una duratura collaborazione che si è espressa, oltre che nelle interviste televisive, nei due libri-dialogo L'anima del mondo e Il piacere di pensare, protraendosi fino alla scomparsa di Hillman, del cui ultimo libro Silvia Ronchey ha curato nel 2021 la pubblicazione postuma, dal titolo L'ultima immagine, opera vincitrice l'anno successivo del Premio Viareggio sezione Saggistica.

## Opere

### Monografie
- Hypatia. The True Story, Berlin – Boston, De Gruyter, 2021.
- La Cattedrale sommersa. Alla ricerca del sacro perduto, Collana Saggi italiani, Rizzoli, 2017; Best BUR 2018.
- Ipazia. La vera storia, 6ª ed., Milano, BUR, 2022. Nuova edizione riveduta e ampliata
- Il romanzo di Costantinopoli, guida letteraria alla Roma d'Oriente, T. Braccini, Torino, Einaudi, 2010.
- Il guscio della tartaruga. Vite più che vere di uomini illustri, collana Collana Narrativa, Roma, Nottetempo, 2009.
- L'enigma di Piero. L'ultimo bizantino e la crociata fantasma nella rivelazione di un grande quadro, 4ª ed., Milano, Rizzoli, 2006.Premio Frontino-Montefeltro 2006, Premio Bevilacqua 2007. ピエロ・デッラ・フランチェスカ《キリストの鞭打ち》の謎を解く:最後のビザンティン人と近代の始まり. Japanese edition of L'Enigma di Piero, Tokyo, Hakusuisha, 2019.
- Lo Stato Bizantino, Collana Saggi italiani, Torino, Einaudi, 2002  2019².Premio Finale Ligure 2003, Premio Capalbio 2003
- L'aristocrazia bizantina. Dal principio dell'XI alla fine del XII secolo, Aleksandr Petrovič Každan, Collana Saggi italiani, Palermo, Sellerio, 1997,1999 ².con postfazione di Luciano Canfora.
- Indagine sul martirio di san Policarpo, Roma, Istituto Storico Italiano per il Medioevo, 1990.
- Indagini ermeneutiche e critico-testuali sulla «Cronografia» di Psello, Roma, Istituto Storico Italiano per il Medioevo, 1985.

### Articoli e contributi scientifici (selezione)
- Libri quos mari transmisi Venetias. Busbecq, Prodromos Petra e i giacimenti librari costantinopolitani al tempo di Solimano il Magnifico, Engramma 174, 2020.
- Destroying the Past. Monotheism, Iconoclasm, and the Sacred, in Naming the Sacred. Religious Toponymy in History, Theology and Politics, A. Mambelli – V. Marchetto (eds.), Milano, Göttingen: Vandenhoeck & Ruprecht, 2019,  pp. 93-102.
- Morte accidentale di una professoressa. In margine ad un recente libro di Ipazia, “Medioevo greco” 18, 2018,  pp. 351-371.
- Ritorno a Bisanzio. Il riemergere della Costantinopoli bizantina nello sguardo dei letterati e degli eruditi durante la caduta dell’impero ottomano, in La Grande Guerra. L’Italia e il Levante, E. Lo Sardo (direzione e ideazione), A. De Pascale – C.M. Fiorentino (a cura di), Roma, De Luca, 2017,  pp. 93-98.
- Perché Cirillo assassinò Ipazia?, in Tolleranza religiosa in età tardoantica: IV-V secolo. Atti delle Giornate di studio sull’età tardoantica, A. Marcone – U . Roberto – I. Tantillo (a cura di), Cassino, Edizioni Università di Cassino, 2014,  pp. 135-177.
- Il titulus di Costantino tra conciliarismo, umanesimo e iconografia, in Costantino I, I-III, P. Brown – G. Dagron – J. Helmrath – A. Melloni – E. Prinzivalli – N. Tanner (a cura di), Roma, Istituto della Enciclopedia Italiana, 2013,  pp. 645-664.
- Volti di Bessarione, in Vie per Bisanzio. VII Congresso Nazionale dell'Associazione di Studi Bizantini, Venezia 25-28 novembre 2009, A. Rigo – A. Babuin – M. Trizio (a cura di), Bari, Edizioni di Pagina, 2013,  pp. 539-551.
- Tommaso Paleologo al Concilio di Firenze, in La stella e la porpora. Il corteo di Benozzo e l’enigma del Virgilio Riccardiano. Atti del Convegno di Studi (Firenze, 17 maggio 2007), G. Lazzi – G. Wolf (a cura di), Firenze, Polistampa, 2009,  pp. 135-159.
- Piero, Pisanello e i bizantini al concilio di Ferrara-Firenze, in Piero della Francesca e le corti italiane, catalogo della mostra, Milano, Skira, 2007,  pp. 13-19.
- On a Golden Bough. Bisanzio in due poesie di William Butler Yeats, in «In partibus Clius». Scritti in onore di Giovanni Pugliese Carratelli, G. Fiaccadori (a cura di), Napoli, Vivarium, 2006,  pp. 609-623.
- Bisanzio Continuata. Presupposti ideologici dell’attualizzazione di Bisanzio nell’età moderna, in Lo spazio letterario del medioevo, III/1. La cultura bizantina, G. Cavallo (a cura di), Roma, Salerno, 2005,  pp. 691-727.
- Teodora Femme Fatale, in La decadenza, Palermo, Sellerio, 2002,  pp. 19-43.
- Ipazia, l’intellettuale, in Roma al femminile, A. Fraschetti (a cura di), Roma, Laterza, 1994,  pp. 213-258, trad. ing. Hypatia the Intellectual, in A. Fraschetti (ed.), Roman Women, Chicago & London, The University of Chicago Press, 2001, pp. 160-189..
- Il Martirio di San Policarpo e gli antichi Atti dei martiri da Baronio a oggi: dottrina ufficiale e realtà storica, in The Christian East, Its Institutions and Its Thought. A Critical Reflection – Papers of the International Scholary [sic] Congress for the 75th Anniversary of the Pontifical Oriental Institute, Rome, 30 May-5 June 1993 (“Orientalia Christiana Analecta” 251), R.F. Taft, S.J. (ed.), Roma, Pontificio Istituto Orientale, 1996,  pp. 651-670.
- Filosofa e martire: Ipazia tra storia della chiesa e femminismo, in Vicende e figure femminili in Grecia e a Roma (Atti del Convegno di Pesaro, 28-30 aprile 1994), R. Raffaelli (a cura di), Ancona, Commissione per le Pari Opportunità della Regione Marche, 1995,  pp. 449-465.
- Bessarione poeta e l’ultima corte di Bisanzio, in Bessarione e l’Umanesimo, catalogo della mostra, pref. di G. Pugliese Carratelli, G. Fiaccadori (a cura di), Napoli, Vivarium - Istituto Italiano per gli Studi Filosofici - Biblioteca Nazionale Marciana, 1994,  pp. 47-65.
- Gli atti dei martiri tra politica e letteratura, in Storia di Roma, III/2. I luoghi e le culture, A. Momigliano – A. Schiavone (a cura di), Torino, Einaudi, 1993,  pp. 781-825.

### Dialoghi
- James Hillman, L’ultima immagine, Milano, Rizzoli, 2021.
- Claude Lévi-Strauss, Cristi di oscure speranze, collana Gransassi, 11, con Giuseppe Scaraffia, Nottetempo, 2008.
- James Hillman, Il piacere di pensare, Milano, Rizzoli 2001 e 2022²; BUR 2004 e 2013⁴.
- James Hillman, L'anima del mondo, Milano, Rizzoli, 1999; BUR 2001.

### Traduzioni
- Vita bizantina di Barlaam e Joasaf, introd., trad. e note di S. Ronchey e P. Cesaretti, Milano, Rusconi, 1980; nuova edizione riveduta col titolo Storia di Barlaam e Ioasaf. La vita bizantina del Buddha, Torino, Einaudi, 2012..
- Atti e passioni dei martiri, introd. di A.A.R. Bastiaensen, testo critico e comm. a cura di A.A.R. Bastiaensen – A. Hilhorst – G.A.A. Kortekaas – A.P. Orbán – M.M. van Assendelft, tradd. di G. Chiarini – G.A.A. Kortekaas – G. Lanata – S. Ronchey, Milano, Mondadori/Fondazione Lorenzo Valla, 1987 e 2014⁷.
- Michele Psello, Imperatori di Bisanzio (Cronografia), introd. di D. Del Corno, testo critico a cura di S. Impellizzeri, comm. di U. Criscuolo, Milano, Mondadori, 1984 e 2005⁵.

## Riconoscimenti
- 2006 - Premio Procida-Isola di Arturo-Elsa Morante sezione Saggistica con L'enigma di Piero[13]
- 2011 - Premio "Cesare De Lollis" sezione Saggistica[14]
- 2011 - Premio nazionale letterario Pisa sezione Saggistica con Ipazia. La storia vera[15]
- 2022 - Premio Viareggio sezione Saggistica con L'ultima immagine[16]